# Trnová (Polepy)
Trnová je malá vesnice, základní sídelní jednotka v rámci místní části Libínky obce Polepy v okrese Litoměřice. Nachází se v těsném jihozápadním sousedství Libínek, necelé 3 km na sever od Polep. V jejím středu stojí kaplička se zvoničkou, kolem níž jsou vystavěné rodinné domy. Okolí obce je tvořeno poli, která jsou zemědělsky využívána. Jihozápadně od vesnice se nachází památkově chráněná zřícenina kostela svatého Václava.

## Historie
První písemná zmínka o vesnici pochází z roku 1272.

## Obyvatelstvo
|           | 1869 | 1880 | 1890 | 1900 | 1910 | 1921 | 1930 | 1950 | 1961 | 1970 | 1980 | 1991 | 2001 | 2011 |
| --------- | ---- | ---- | ---- | ---- | ---- | ---- | ---- | ---- | ---- | ---- | ---- | ---- | ---- | ---- |
| Obyvatelé | 150  | 158  | 196  | 182  | 156  | 167  | 174  | 90   | 66   | 70   | 47   | 36   | 42   | 37   |
| Domy      | 21   | 26   | 30   | 31   | 32   | 30   | 31   | 31   | .    | 16   | 14   | 14   | 18   | 19   |